# Церковь Умножения Хлебов и Рыб
Церковь Умножения Хлебов и Рыб — католическая церковь в Табхе, Израиль, воздвигнутая на месте, где согласно христианской традиции произошло чудесное умножение хлебов и рыб Иисусом Христом. Современный храм возведён в 1982 году на месте руин византийской церкви, разрушенной в VII веке.

## Расположение
Церковь расположена в районе известном как Табха, на северо-западном берегу Тивериадского озера (Кинерет) примерно в 200 метрах от берега. До 1948 года здесь существовала арабская деревня, однако после арабо-израильской войны место покинуто. Рядом с церковью Умножения расположена Церковь первенства Апостола Петра.

## История

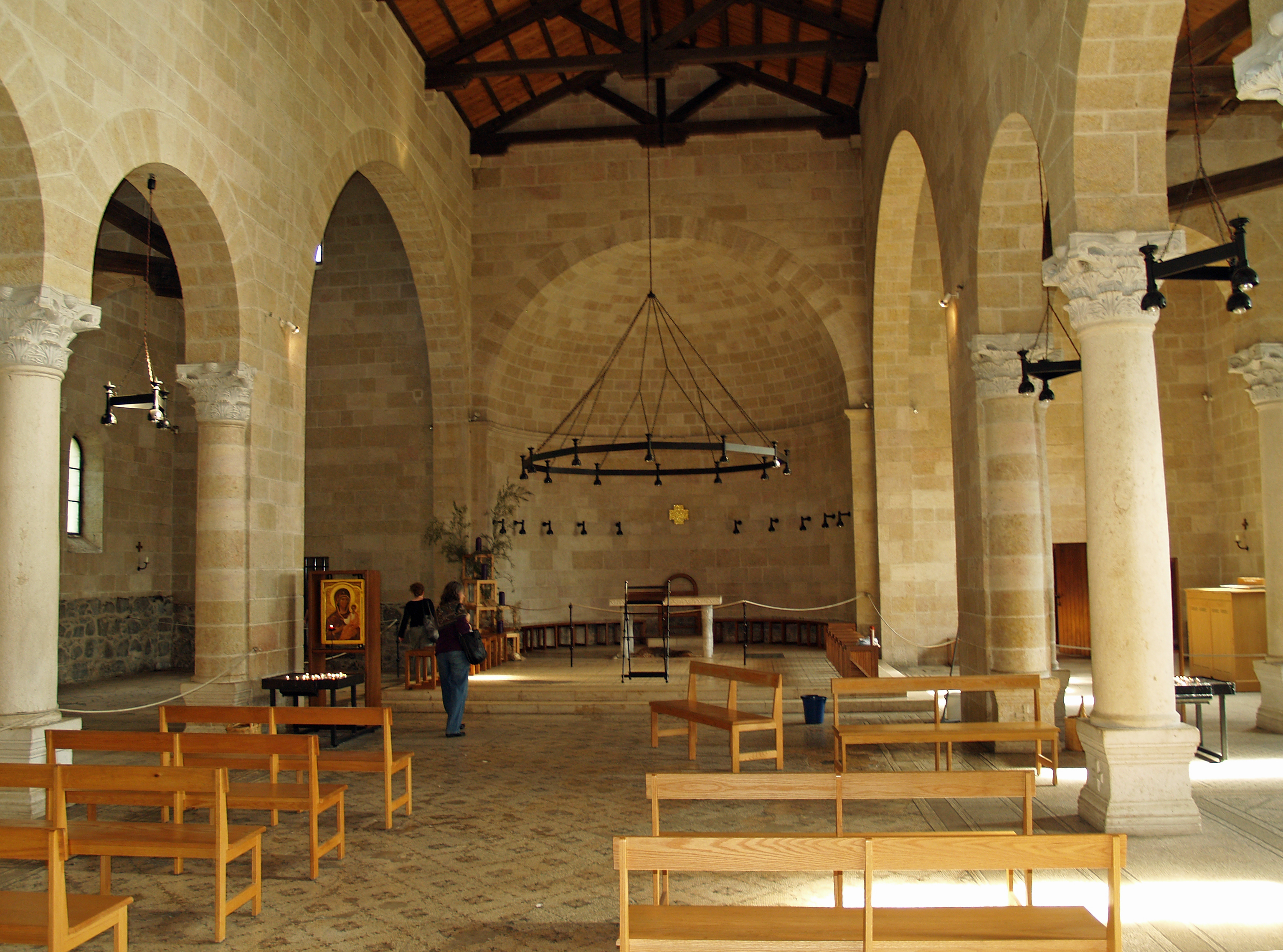
Интерьер

Современная церковь стоит там, где ранее стояли две исторические церкви. Первая церковь на месте, традиционно почитавшимся местом умножения хлебов, построена в IV веке. Паломница Эгерия, побывавшая здесь около 380 года, утверждает, что алтарём этой церкви служил тот камень, на котором Иисус умножал хлебы. Около 480 года церковь была перестроена, она была расширена, переориентирована алтарём на восток, а на полу были созданы мозаичные панно.
Эта вторая церковь была разрушена персами в 614 году, после чего на протяжении почти тринадцати веков здесь располагались постепенно разрушающиеся руины. В 1888 году руины были выкуплены Немецким католическим обществом палестинских миссий, четырьмя годами позже начаты первые археологические раскопки. Масштабное исследование руин стартовало в 1932 году, тогда же были обнаружены мозаики церкви V века и выяснено, что церковь V века построена на фундаменте меньшей церкви IV века. Современное здание было возведено как копия церкви V века над обнаруженным в ходе раскопок историческим мозаичным полом. Строительство завершено в 1982 году, в том же году церковь освящена. В церкви служат монахи из ордена бенедиктинцев.
В ночь на 18 июня 2015 года в здании церкви вспыхнул пожар, причинивший церкви значительный ущерб. Поджог был совершён еврейскими экстремистами на почве ненависти к христианам. Восстановительные работы продлились до февраля 2017 года, когда в отремонтированном здании состоялась первая месса. Мозаики V века при пожаре не пострадали.

## Интерьер

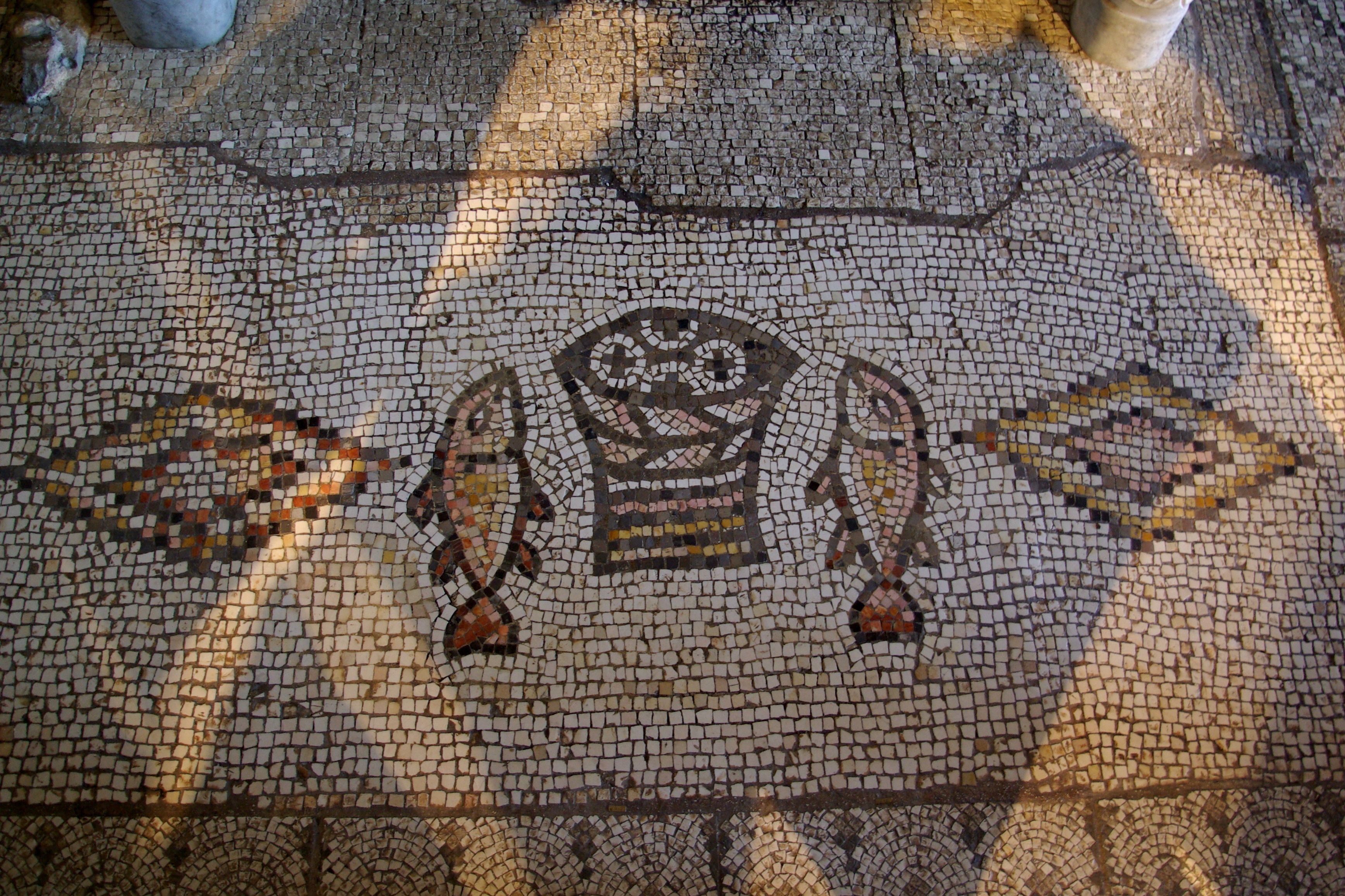
Мозаика

Церковь трёхнефная, центральный неф завершается пресвитерием с полукруглой апсидой. Интерьер церкви специально сделан весьма скромным, чтобы не заглушать красоту раннехристианских мозаик. При раскопках в алтарной части был найден известняковый монолит (1 x 0.6 x 0.14 м). Неизвестно, тот ли это камень, о котором писала Эгерия, однако он был помещён под современный алтарь. Справа от алтаря за стеклом можно видеть остатки фундамента первой церкви IV века.
Главная достопримечательность церкви — отреставрированные мозаики V века, уникальный образец раннехристианского искусства. На мозаиках изображены животные и растения, в том числе лотосы. В передней части алтаря находится мозаика с изображением рыб и корзины с хлебами.
Перед алтарем, справа и слева, находятся две двусторонние иконы, выполненные в византийском стиле. Слева расположена икона Божьей Матери Одигитрии, на её обороте изображён святой Иосиф, основатель первой церкви в Табхе. Справа – икона Иисуса Христа с Евангелием, на её обороте изображён святитель Мартирий Иерусалимский, строитель второй церкви.